# Sylvain Van Genechten
Sylvain Van Genechten is een typetje bedacht en gespeeld door de Vlaamse acteur en komiek Chris Van den Durpel.
Hij maakte samen met onder andere het typetje Snelle Eddy zijn televisiedebuut op de commerciële zender VT4 in 1998. Tussen het najaar van 1998 en het voorjaar van 1999 bereikte Van den Durpel met zijn typetje Sylvain Van Genechten de hitlijsten met het nummer Is 't eten nog nie gereed?, tevens een bekende en veelvuldig gemaakte uitspraak van de immer hongerige Sylvain Van Genechten.

## Personage en karakter
Sylvain Van Genechten wordt steevast getoond als een oude man met grijze snor in een rolstoel. Hij zit in een rolstoel daar hij geen benen meer heeft. Hij maakt vaak gebruik van het excuus dat hij invalide is om voorrang op bepaalde zaken te krijgen.
Nadat hij zijn rosbief laat aanbranden, belt hij het Wit-Gele Kruis en krijgt hij een verpleegster toegewezen: Bernadette, gespeeld door Machteld Timmermans. Bernadette is het lijnrechte tegenovergestelde van Sylvain: ze is altijd positief ingesteld, beleefd en vriendelijk, en gaat in op alle grillen van Sylvain.
Van Genechten is een rooms-katholiek zoals te zien in een sketch waar hij de communie ontvangt gedurende een katholieke eredienst. Eén van zijn favoriete teksten uit de bijbel is het verhaal van de wonderbaarlijke broodvermenigvuldiging. Iets wat hij interpreteert als: men zal voldoende voedsel in huis hebben als men mensen ontvangt. Zelfs tijdens een misviering blijkt zijn onverzadigbare honger hem parten te spelen.
Hij heeft reeds vaak medische operaties moeten ondergaan. Zo beweert hij minstens 26 keer geopereerd te zijn aan rechterduim, waar niets aan te zien is. Ook heeft hij al 14 keer galstenen moeten laten verwijderen. Met deze verwijderde galstenen heeft hij een schaalmodel gebouwd van de grot van Lourdes, opnieuw een verwijzing naar het katholicisme en de Mariaverering. Hij heeft ook plastic sierfruit opgegeten wat door middel van een operatie verwijderd moest worden. De grootste ingreep die hij heeft moeten ondergaan was het amputeren van zijn beide benen. Waaruit volgde dat zijn "schoenen nooit meer nat zullen worden bij het plassen". Op een gegeven moment verblijft hij reeds twee jaar in het ziekenhuis.
Hij toont aan dat hij een oud-strijder is door zijn medailles te tonen. Hij is in het bezit van een medaille van de Eerste Wereldoorlog, de Tweede Wereldoorlog en de 20 km door Brussel. Dat de medaille van de Eerste Wereldoorlog aan hem werd uitgereikt lijkt onwaarschijnlijk doordat zijn leeftijd vaak rond de 75 jaar wordt geschat. Zijn medaille van de 20 km door Brussel lijkt wel mogelijk verdiend te kunnen zijn doordat hij voor hij zijn benen verloor graag ging wielrennen en snelwandelen. Dit zou betekenen dat hij zijn benen nog gehad moet hebben op 8 juni 1980.
Na het verlies van zijn benen werd hij passiever en stortte zich op het kijken naar de televisie, bewonderen van jong vrouwelijk schoon en eten. Hij rookt occasioneel een sigaar.